# Namhansanseong
Namhansanseong (남한산성?; "Fortezza del Monte Han meridionale") è un complesso fortificato costruito dalla dinastia Joseon nel XVII secolo che rimase in funzione per oltre 300 anni. Fu realizzato come rifugio per proteggere gli abitanti durante la guerra contro la Dinastia Qing.

## Storia
Namhansanseong si trova a circa 500 m di altezza sul livello del mare ed è distante 25 km a sud-est dal centro di Seul. Fu costruita su un terreno irregolare vicino alla capitale di Joseon, Hanyang, per fornirle le risorse necessarie per la resistenza; aveva anche la funzione di capitale di emergenza nel caso di lunghe battaglie. La fortezza fu costruita da un gruppo di monaci buddisti, che ne erano anche i difensori (monaci-soldato). Durante la dinastia Joseon, che aveva il confucianesimo come ideologia di stato, la costruzione e la gestione di fortezze da parte dei monaci buddisti era un evento molto raro. I monaci realizzarono anche dieci templi militari buddisti, la maggior parte dei quali sono situati vicino ai bastioni, ed erano utilizzati come alloggi per ufficiali e depositi delle armi.
La seconda invasione manciù della Corea ebbe luogo nel 1636, quando l'impero Qing manciù attaccò la dinastia coreana Joseon. L'invasione portò alla conquista di Hanyang e il re Injo fuggì a Namhansanseong, che fu attaccata dal potente esercito dei Qing. Il re resistette per 47 giorni ma poi, sconfitto, fu costretto a riconoscere i Qing come sovrani al suo posto. Namhansanseong rimase comunque una fortezza reale e un importante centro amministrativo: fu infatti sede dell'amministrazione cittadina, chiamata Eupchi, per oltre 300 anni (1624-1917), quando l'ufficio della contea di Gwangju si trasferì a Gyeongan.
Il destino della fortezza cambiò con il declino della dinastia Joseon, alla fine del XIX secolo, con l'inizio della Prima guerra sino-giapponese (1894). La distruzione intenzionale di Namhansanseong e la perdita del suo significato durante l'era coloniale giapponese all'inizio del XX secolo, così come la devastazione delle comunità durante la guerra di Corea, causarono il deterioramento della fortezza. I templi buddisti furono i primi ad essere distrutti, e alcuni vennero ricostruiti dopo la liberazione dal Giappone nel 1945. Le principali costruzioni della dinastia Joseon (tra cui l'arsenale Chimgwejeong, il posto di comando occidentale di Sueojangdae, il padiglione Yeonmugwan per il comando e l'addestramento militare e il padiglione Jisudang) sono rimaste intatte e protette come patrimonio culturale.

## Posizione
La posizione della fortezza su una vetta pianeggiante con un lungo terreno naturale che va da est a ovest, delimitato dal monte Cheongryangsan a ovest, dal monte Bulbong a est e dal monte Geomdansan a sud, offriva a Namhansanseong un vantaggio per la protezione. In caso di emergenza, un elevato numero di truppe poteva rimanere sulla cima. Il fiume Han a nord, il fiume Namhan a est, il torrente Tancheon a ovest e il torrente Gyeongancheon a sud fornivano un fossato naturale intorno alla città.

## Struttura

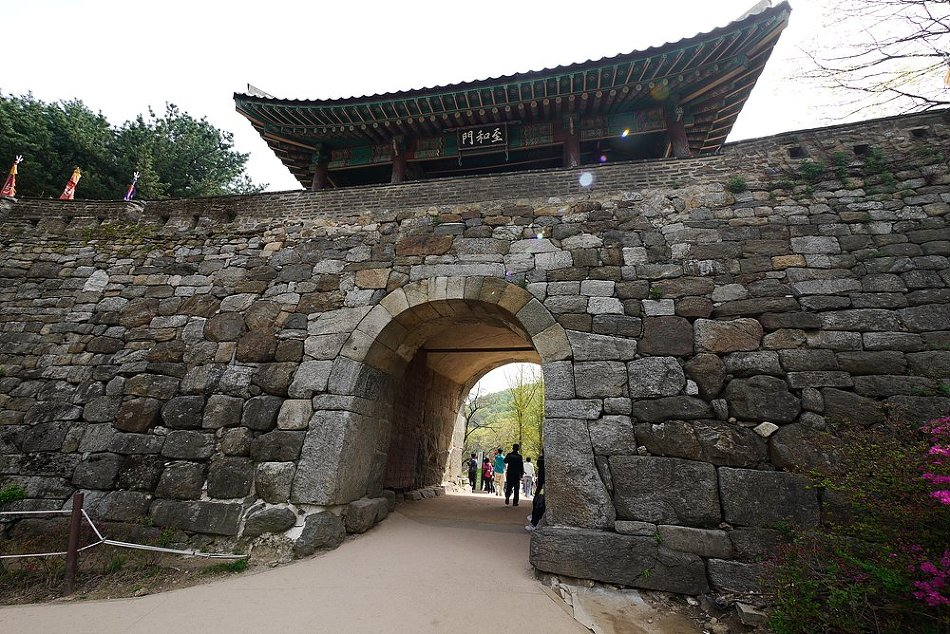
Porta sud di Namhansanseong.

Vi sono poi quattro entrate principali, ciascuna delle quali si affaccia su un punto cardinale. La porta est e la porta sud, situate su un terreno relativamente pianeggiante, fungevano da principale via di traffico, mentre la porta ovest e la porta nord, che erano situate su un terreno ripido, servivano come rotte militari che portavano al fiume Han.
Poiché la principale montagna di Namhansanseong, Cheongryangsan, si trova a nord-ovest della fortezza, anche Sueojangdae, il posto di comando occidentale, si trova lì. La strada principale, che si divide in due rami vicino al Padiglione Jisudang, va da est a ovest e collega l'ingresso est al centro della città. Il percorso superiore est-ovest passa davanti al padiglione per il comando e l'addestramento militare (Yeonmugwan), mentre la strada inferiore est-ovest segue un minuscolo torrente. La strada inferiore da est a ovest divenne la principale arteria del quartiere durante la dinastia Joseon.
Namhansanseong offrì sicurezza al re ma anche al popolo di Joseon in tempo di guerra. Come tale, poteva accogliere oltre 4000 persone. La fortezza era dotata del Palazzo di emergenza e di Santuari per gli Antenati reali e per le Divinità della Terra e del Grano.
Il Palazzo di emergenza fu costruito nel 1626 ed è una replica del palazzo di Seul. Il Palazzo di emergenza si trova all'incrocio a forma di "十" tra le strade est-ovest e nord-sud della fortezza. Oltre agli spazi riservati alla famiglia reale e al personale (palazzo superiore), ci sono uno spazio per l'amministrazione (palazzo inferiore), un santuario ancestrale, un santuario della pace, una porta cerimoniale (Hannamnu), un grande cancello d'ingresso e un edificio indipendente (sala Jaedeokdang), la cui posizione suggerisce che fosse utilizzato come santuario. Completamente distrutto nei primi anni del XX secolo, il sito del palazzo reale e dei suoi santuari è stato riportato alla luce (1999) e poi ricostruito (2004).
Il sito del Santuario per le Divinità della Terra e del Grano, i siti religiosi per le divinità del villaggio e la piattaforma per il rituale della Pioggia rappresentano le tradizioni ispirate allo sciamanesimo, la più antica religione della penisola.
Il sistema difensivo è costituito principalmente da un muro di fortificazione continuo con un perimetro di circa 7,5 km, unito a pareti ortogonali supplementari. Namhansanseong era un prototipo per i siti fortificati in Corea e Asia orientale. Le mura esterne portano alle tre cime montuose più vicine, dove furono costruiti gli avamposti difensivi: Bongam (1686), Hanbong (1693) e Sinnam (1719). Lungo i lati, il muro di fortificazione presenta una trentina di aperture per il drenaggio dell'acqua dall'altopiano. Dopo l'avvento dell'artiglieria le mura furono rafforzate con armi da fuoco e bastioni con feritoie contro gli attacchi dei cannoni dei manciù. In particolare, le mura erano fortificate, e avevano dei bastioni di artiglieria e vedette che non si trovavano in altri sistemi di fortificazione dell'Asia orientale. Il bastione principale è costruito con pietre di forma approssimativamente rettangolare le cui dimensioni possono variare. I parapetti permettevano l'assorbimento degli urti dagli attacchi dei cannoni. Il tutto fu costruito seguendo le idee della Scuola Silhak.